# Euaspilates spinataria
Euaspilates spinataria là một loài bướm đêm trong họ Geometridae.